# Pé de Plátano
Pé de Plátano é um bairro do distrito da Sede, no município gaúcho de Santa Maria, Brasil. Localiza-se no leste da cidade.
O bairro Pé de Plátano possui uma área de 3,8004 km² que equivale a 3,12% do distrito da Sede que é de 121,84 km² e  0,2121% do município de Santa Maria que é de 1791,65 km².

## História
O bairro já existia oficialmente em 1986. Em 2006, quando da nova divisão em bairros do distrito da Sede, o Pé de Plátano perdeu áreas para os vizinhos Camobi e São José, uma vez que a ERS-509 passou a ser o limite sul. A chamada "Estrada Velha" que compreende as atuais Avenida João Machado Soares" e "Antônio Gonçalves do Amaral" entre as ruas Bolívia" e "Pedro Figueira" era, antes de 2006 o limite sul do bairro. Sendo que a "Estrada Velha" era a única via de ligação da região ao Centro da Cidade. Até 2006 o limite norte do Pé-de-Plátano era o trilho da ferrovia quando, a partir daquele ano, passou a ser o Rio Vacacaí-Mirim, abrangendo uma área até então sem-bairro.

## Limites
Limita-se com os bairros: Arroio Grande, Camobi, Km 3, São José.
Descrição dos limites do bairro: A delimitação inicia na projeção do eixo da ponte da Estrada Municipal Ângelo Berleze, sobre o Rio Vacacaí-Mirim, segue-se a partir daí pela seguinte delimitação: leito do Rio Vacacaí-Mirim, no sentido a jusante; leito da sanga afluente do Rio Vacacaí-Mirim, que nasce a leste da Rua José Paulo Teixeira, no Bairro Amaral, no sentido a montante; eixo da Avenida Oito de Junho, no sentido noroeste; eixo de um corredor sem denominação, que parte da Avenida Oito de Junho, até encontrar um ponto do eixo da Avenida Prefeito Evandro Behr, que dista aproximadamente 260 metros ao noroeste do cruzamento da Avenida João Machado Soares; eixo da Avenida Prefeito Evandro Behr, no sentido noroeste, contornando para oeste; eixo da Estrada Municipal Ângelo Berleze, até encontrar a linha de projeção sobre o Rio Vacacaí-Mirim, início desta demarcação.

## Unidades residenciais
O bairro Pé de Plátano, pertencente ao distrito da Sede, é uma unidade de vizinhança que contém as seguintes unidades residenciais:
| # | Unidade residencial           | Localização                       | Limites | Obs.       |
| - | ----------------------------- | --------------------------------- | --- | ---------- |
| 1 | Parque Residencial Ouro Verde | 29° 41' 34.57" S 53° 44' 11.84" O | A unidade residencial não possui limites pré-definidos. | [ Obs. 1 ] |
| 2 | Pé de Plátano                 |                                   | Toda a área do perímetro do bairro Pé de Plátano sem denominação específica. |            |
| 3 | Vila Almeida                  | 29° 41' 32.91" S 53° 44' 21.22" O | A unidade residencial urbana localizada a leste da Vila Presidente Vargas; ao sul da linha férrea Santa Maria - Porto Alegre; a oeste do fundo dos lotes que fazem frente ao oeste com a Rua Victor Denardin e ao norte da Avenida Prefeito Evandro Behr. |            |
| 4 | Vila Presidente Vargas        | 29° 41' 28.96" S 53° 44' 33.66" O | A unidade residencial urbana localizada entre a Estrada Municipal Miguel Beltrame a oeste; linha férrea Santa Maria - Porto Alegre ao norte; Vila Almeida, a leste e a Avenida Prefeito Evandro Behr, ao sul.                                             | [ Obs. 2 ] |

1. ↑  O acesso principal se dá pela Avenida Prefeito Evandro Behr.
2. ↑  O principal acesso se dá pela Avenida Prefeito Evandro Behr, daí pela Avenida Oy Pavão - sua principal via.

## Demografia

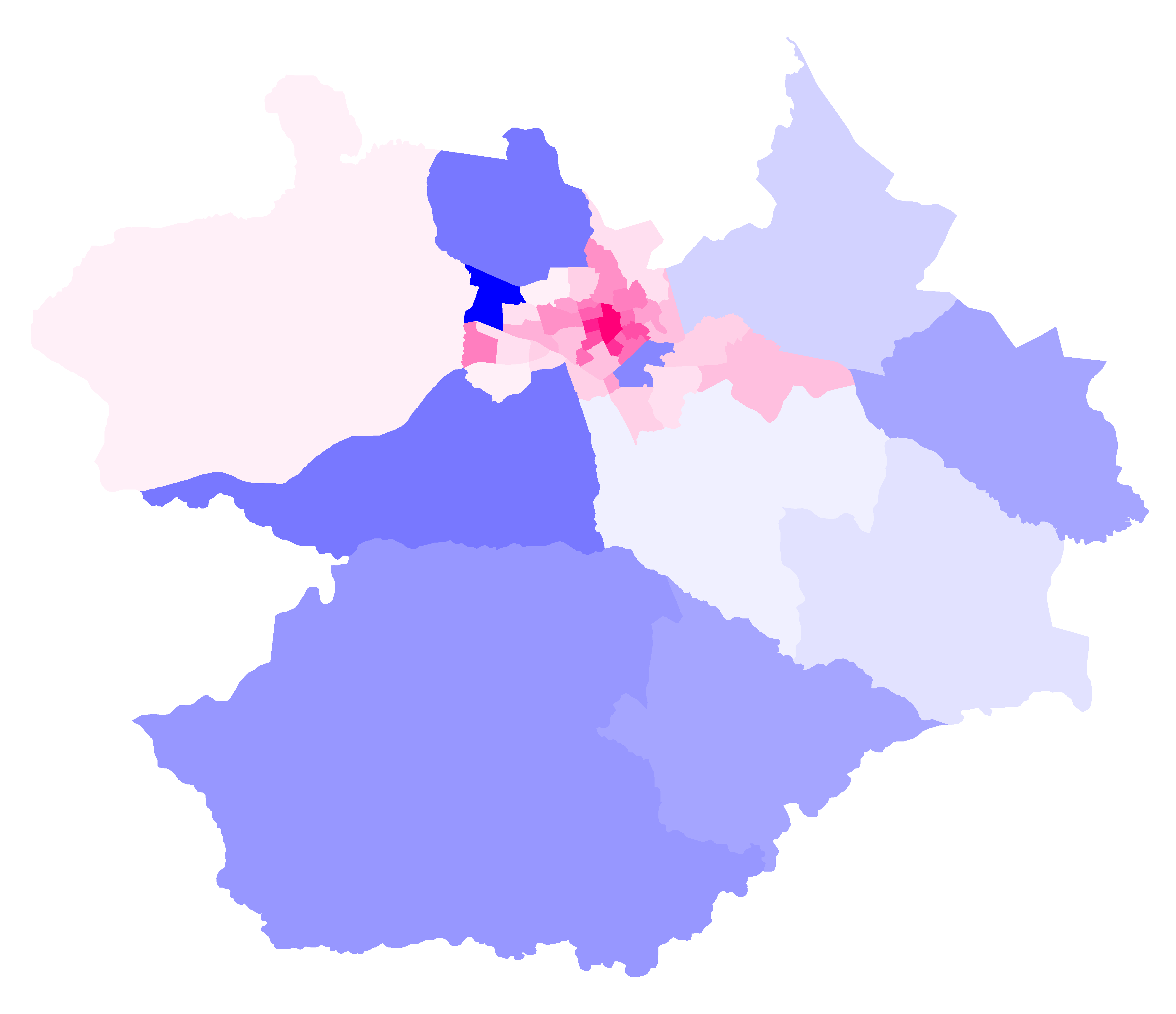
Mapa do município de Santa Maria com as divisões em bairros. Em escalas de azul os bairros com predominância masculina e em escalas de rosa os bairros com predominância feminina. Observa-se que quanto melhor a infraestrutura e o acesso a ela mais convidativo o bairro é para a população feminina. E, reciprocamente, podemos reconhecer os bairros com melhor infraestrutura observando onde a população feminina está concentrada.

Segundo o censo demográfico de 2010, Pé de Plátano é, dentre os 50 bairros oficiais de Santa Maria:
- Um dos 41 bairros do distrito da Sede.
- O 36º bairro mais populoso.
- O 21º bairro em extensão territorial.
- O 35º bairro mais povoado (população/área).
- O 38º bairro em percentual de população na terceira idade (com 60 anos ou mais).
- O 15º bairro em percentual de população na idade adulta (entre 18 e 59 anos).
- O 21º bairro em percentual de população na menoridade (com menos de 18 anos).
- Um dos 39 bairros com predominância de população feminina.
- Um dos 30 bairros que não contabilizaram moradores com 100 anos ou mais.

Distribuição populacional do bairro
1. Total: 2.200 (100%)
  1. Urbana: 2.200 (100%)
  2. Rural: 0 (0%)
2. Homens: 1.070 (48,64%)
  1. Urbana: 1.070 (100%)
  2. Rural: 0 (0%)
3. Mulheres: 1.130 (51,36%)
  1. Urbana: 1.130 (100%)
  2. Rural: 0 (0%)